# Tafea
Tafea is de meest zuidelijke provincie van Vanuatu. De totale oppervlakte van de provincie is 1632 km²; het inwonertal is 32.540. De provinciale hoofdstad Isangel ligt aan de westkant van het eiland Tanna. Dit eiland heeft 's werelds meest toegankelijke vulkaan. De provincie omvat de volgende eilanden:
- Tanna
- Erromango
- Aniwa
- Futuna
- Anatom

De naam van de provincie is afgeleid van de eerste letters van deze vijf eilanden. De onbewoonde vulkanische eilanden Matthew- en Huntereiland worden door Vanuatu ook bij Tafea ingedeeld, maar Frankrijk claimt deze eilanden voor Nieuw-Caledonië.

## Bevolking
De bevolking woont voornamelijk op het eiland Tanna en groeide tussen 2009 en 2013 met waarschijnlijk 1,09% per jaar.
De eilanden van Tafea worden net als de rest van Vanuatu merendeels bewoond door Melanesiërs. Op Aniwa en Futuna zijn de bewoners echter van Polynesische oorsprong. 
| Name             | Aantal inwoners | Oppervlakte in km2 |
| ---------------- | --------------- | ------------------ |
| Tanna            | 28.799          | 565                |
| Erromango        | 1.959           | 975                |
| Overige eilanden | 1782            | 92                 |

Malampa · Penama · Sanma · Shefa · Tafea · Torba